# Marrocos na Universíada de Verão de 2021
O Marrocos participou da Universíada de Verão de 2021, que aconteceu em Chengdu, na China, entre 28 de julho e 8 de agosto de 2023.
A delegação teve seis atletas — cinco masculinos e um feminino — em uma única modalidade olímpica.

## Competidores
Estas foram as modalidades e atletas que disputaram a edição:
| Esporte   | Masculino | Feminino | Total |
| --------- | --------- | -------- | ----- |
| Atletismo | 5         | 1        | 6     |
| Total     | 5         | 1        | 6     |

## Desempenho

### Atletismo
Masculino
Provas de pista
| Atleta                | Evento               | Primeira fase | Primeira fase | Semifinal   | Semifinal   | Final       | Final       | Ref.  |
| Atleta                | Evento               | Resultado     | Pos.          | Resultado   | Pos.        | Resultado   | Pos.        | Ref.  |
| --------------------- | -------------------- | ------------- | ------------- | ----------- | ----------- | ----------- | ----------- | ----- |
| Abdelhakim Abouzouhir | 10 000m              | DNS           | DNS           | Não avançou | Não avançou | Não avançou | Não avançou | [ 3 ] |
| Abdelhakim Abouzouhir | 3000m com obstáculos | DNS           | DNS           | Não avançou | Não avançou | Não avançou | Não avançou | [ 4 ] |
| Taha Erraouy          | 10 000m              | DNS           | DNS           | Não avançou | Não avançou | Não avançou | Não avançou | [ 3 ] |
| Anass Essayi          | 1 500m               | DNS           | DNS           | Não avançou | Não avançou | Não avançou | Não avançou | [ 5 ] |
| Fouad Messaoudi       | 1 500m               | DNS           | DNS           | Não avançou | Não avançou | Não avançou | Não avançou | [ 6 ] |
| Aimad Mhimdat         | 10 000m              | DNS           | DNS           | Não avançou | Não avançou | Não avançou | Não avançou | [ 3 ] |

Feminino
Provas de pista
| Atleta          | Evento  | Primeira fase | Primeira fase | Semifinal   | Semifinal   | Final       | Final       | Ref.  |
| Atleta          | Evento  | Resultado     | Pos.          | Resultado   | Pos.        | Resultado   | Pos.        | Ref.  |
| --------------- | ------- | ------------- | ------------- | ----------- | ----------- | ----------- | ----------- | ----- |
| Hanane Bouaggad | 10 000m | DNS           | DNS           | Não avançou | Não avançou | Não avançou | Não avançou | [ 7 ] |

Legenda
| Recorde mundial      | Recorde mundial (World record)               |                       | Recorde africano                      | Recorde africano (African) |                                           | Q | Classificado por posição (Qualified) |
| Recorde olímpico     | Recorde olímpico (Olympic record)            | Recorde da América    | Recorde da América (Americas)         | q                          | Classificado por melhor tempo (Qualified) |   |                                      |
| Melhor marca do ano  | Melhor marca do ano (World leading)          | Recorde asiático      | Recorde asiático (Asian)              | DNS                        | Não largou (Did not start)                |   |                                      |
| Recorde nacional     | Recorde nacional (National record)           | Recorde europeu       | Recorde europeu (European)            | DNF                        | Não terminou (Did not finish)             |   |                                      |
| Recorde pessoal      | Recorde pessoal do atleta (Personal best)    | Recorde da Oceania    | Recorde da Oceania (Oceania)          | DSQ / DQ                   | Desclassificado (Disqualified)            |   |                                      |
| Recorde da temporada | Recorde da temporada do atleta (Season best) | Recorde sul-americano | Recorde sul-americano (South America) | NM                         | Sem marca (No mark)                       |   |                                      |